# Expertas en nada
Expertas en nada es un pódcast de conversación chileno presentado por la actriz Elisa Zulueta y la comediante Paloma Salas desde 2022.

## Historia
Por recomendación de Trinidad Piriz, directora de Podium Podcast Chile, la plataforma de ese formato en español de la compañía Prisa Media, Zulueta y Salas comenzaron a grabar episodios pilotos en marzo de 2022.
En junio de 2022, Expertas en nada fue estrenado en Spotify. Tras seis capítulos estrenados, se convirtió en el programa más escuchado en Chile en Spotify, superando las 105 mil reproducciones. En diciembre del mismo año, fue nombrado el pódcast en Chile más escuchado del año en la plataforma Spotify. Mientras en 2023 obtuvo la quinta posición en el mismo ránking.
El 28 de diciembre de 2022, el presidente de Chile, Gabriel Boric, recomendó el pódcast en un acto público del Ministerio de Cultura en Quinta Normal:
“Pensé que iba a ser aburridísimo, porque las conozco a ambas [conductoras], y la verdad es que valió la pena.”
En mayo de 2023 Zulueta y Salas participaron en Madrid en el Estación Podcast, la segunda edición del festival iberoamericano de creación sonora, a cargo de Subterfuge Radio y patrocinado por Spotify y Amazon Music.
En noviembre de 2023, Zulueta y Salas anunciaron su primer show en vivo a ser realizado en el Teatro Oriente de Santiago, agotando las entradas en una hora.

## Estilo
El estilo del pódcast ha sido definido como "una charla sin powerpoint y un panel sin especialistas" y "una conversación delirante".